# Plastic Letters
Albums de Blondie
Blondie
(1976) Parallel Lines
(1978)
Singles
1. Kidnapper
Sortie : 1977 (uniquement au Japon)
2. Denis
Sortie : Février 1978
3. (I'm Always Touched by Your) Presence, Dear
Sortie : Avril 1978

Plastic Letters est le deuxième album studio du groupe américain Blondie, sorti en février 1978.
Chrysalis ayant racheté le contrat à Private Stock, l'enregistrement de cet album bénéficie de bien meilleurs moyens que le premier. Après le départ de Gary Valentine, c'est Chris Stein qui joue les parties de basse et de guitare.
L'album s'est classé 72e au Billboard 200 et a été certifié disque de platine au Royaume-Uni par la BPI avec plus de 300 000 exemplaires vendus.

## Liste des titres
| 1. | Fan Mail                                    | Jimmy Destri         | 2:38 |
| 2. | Denis                                       | Neil Levenson        | 2:19 |
| 3. | Bermuda Triangle Blues (Flight 45)          | Chris Stein          | 2:49 |
| 4. | Youth Nabbed as Sniper                      | Stein                | 3:00 |
| 5. | Contact in Red Square                       | Destri               | 2:01 |
| 6. | (I'm Always Touched by Your) Presence, Dear | Gary Valentine       | 2:43 |
| 7. | I'm on E                                    | Deborah Harry, Stein | 2:13 |

| 1. | I Didn't Have the Nerve to Say No | Harry, Destri       | 2:51 |
| 2. | Love at the Pier                  | Harry               | 2:27 |
| 3. | No Imagination                    | Destri              | 2:56 |
| 4. | Kidnapper                         | Destri              | 2:37 |
| 5. | Detroit 442                       | Destri, Stein       | 2:28 |
| 6. | Cautious Lip                      | Ronnie Toast, Stein | 4:24 |

| 14. | Poets Problem               | Destri   | 2:20 |
| 15. | Denis (Alternative Version) | Levenson | 2:22 |

| 14. | Once I Had a Love (aka The Disco Song) (1975 Version) | Harry, Stein  | 3:58 |
| 15. | Scenery                                               | Valentine     | 3:10 |
| 16. | Poets Problem                                         | Destri        | 2:20 |
| 17. | Detroit 442 (Live)                                    | Destri, Stein | 2:33 |

## Musiciens
- Deborah Harry : voix
- Chris Stein : guitare, basse
- Clem Burke : batterie
- Jimmy Destri : claviers